# موندوايس
موندوايس هي مدونة يشارك في تحريرها الصحفيان فيليب وايس وآدم هورويتز. وهو جزء من مركز البحوث الاقتصادية والتغيير الاجتماعي. ووفقا للمحررين، فإن موندوايس هو «موقع إخباري مخصص لتغطية السياسة الخارجية الأمريكية في الشرق الأوسط، بشكل رئيسي من منظور يهودي تقدمي». ويصف مؤسسها نفسه بأنه تقدمي و‌معادي للصهيونية.

## محتوى
في عام 2008م، وبعد اعتقال بن عامي كاديش، الذي يزعم أنه أعطى إسرائيل أسرارا أمريكية مسروقة عن أسلحة نووية وطائرات مقاتلة وصواريخ في الثمانينيات، نقلت المجلة اليهودية في لوس أنجلوس الكبرى عن موندوايس كتاباته عن تقرير قديم لمكتب مساءلة الحكومة يفيد بأن إسرائيل «تجري أكثر عمليات التجسس عدوانية ضد الولايات المتحدة من أي حليف للولايات المتحدة».